# منير مخشون
منير مخشون هو سائق دراجات مغربى محترف وفائز بسباق مصر الدولي للدراجات في اخر دورة لها